# Korthalsella cylindrica
Korthalsella cylindrica är en sandelträdsväxtart som först beskrevs av V. Tiegh., och fick sitt nu gällande namn av Adolf Engler. Korthalsella cylindrica ingår i släktet Korthalsella och familjen sandelträdsväxter. Inga underarter finns listade i Catalogue of Life.